# FN:s fredsbevarande styrkor i Rwanda
FN:s fredsbevarande styrkor i Rwanda (engelska: United Nations Assistance Mission for Rwanda, UNAMIR) var Förenta nationernas fredsbevarande styrkor som tjänstgjorde i Rwanda mellan oktober 1993 och mars 1996. Den tillkom genom FN:s resolution 872 (1993)  och ersatte FN:s tidigare uppdrag (engelska: United Nations Observer Mission Uganda-Rwanda, UNOMUR). Eftersom UNAMIR misslyckades att förhindra folkmordet I  Rwanda minskades styrkan 1994 genom resolution 912 (1994). Detta innebar att styrkan minskades från 2 548 till 270.